# Paju Citizen FC
Der Paju Citizen Football Club ist ein Fußballfranchise aus Paju in Südkorea. Der Verein spielt aktuell in der K3 League, der dritthöchsten Spielklasse Südkoreas.

## Geschichte

### Gründung (2012)
Aufgrund der hohen Beliebtheit der K3 League, beschloss die Stadt Paju ebenfalls einen eigenen Verein zu gründen und diesen in der K3 League ebenfalls antreten zu lassen. Gegründet wurde der Verein anschließend am 16. Februar 2012. Erster Trainer des Vereins wurde Jo Deok-jeung.

### Erste Spielzeiten (2012–2017)
In seiner Premierenspielzeit erreichte der Verein auf Anhieb Platz 1 in der Gruppenphase und qualifizierte sich anschließend für das Meisterschaftsfinale. Im Meisterschaftsviertelfinale trat man gegen Cheongju Jikji FC an, welches mit 1:1 ins Elfmeterschießen ging. Das Elfmeterschießen ging mit 5:4 für Paju aus. Anschließend trafen sie im Halbfinale auf Chuncheon FC. Das Spiel ging mit 2:3 gegen Chuncheon verloren. Nach Ende der Saison ging Jo Deok-jeung. Sein Nachfolger wurde Oh Won-jae. In ihrer zweiten Spielzeit erreichten sie in der Gruppenphase Platz 2 und qualifizierten sich erneut für das Meisterschaftsfinale. In der 1. Meisterschaftsrunde trafen sie erneut auf Cheongju Jikji FC und gewannen erneut das Spiel gegen sie mit 3:1. Anschließend trafen sie im Viertelfinale auf Gyeongju Citizen FC. Das Spiel konnten sie mit 1:0 für sich gewinnen. Im Halbfinale trafen sie auf Hwaseong FC. Gegen Hwaseong FC konnten sie mit 2:1 gewinnen und traten anschließend im Finale gegen den FC Pocheon an. Im Finale unterlagen sie Pocheon allerdings mit 0:4. In ihrer Pokalpremierenspielzeit trafen sie in der 1. Hauptrunde auf die Universität Ulsan, welche sie mit 1:0 schlagen konnten. Anschließend trafen sie in der 2. Hauptrunde auf Gyeongju KHNP FC, welche man allerdings mit 1:3 unterlag.
2014 konnte der Verein erneut Platz 2 erreichen und qualifizierte sich erneut für das Meisterschaftsfinale. In der 1. Runde traten sie gegen Jungnang Chorus FC an. Das Spiel ging mit 1:1 in die Verlängerung. Paju gewann das Spiel in der Verlängerung mit 2:1 und kam eine Runde weiter. Im Viertelfinale empfing man Icheon Citizen FC. Das Spiel ging allerdings mit 1:2 verloren. Auch im Pokal schied man früh aus. In der 1. Hauptrunde traf man auf die Hongik-Universität. Das Spiel ging mit 0:3 verloren. Die Spielzeit 2015 verlief enttäuschend für den Verein. Der Verein konnte sich mit Platz 3 in der Gruppenphase für das Meisterschaftsfinale qualifizieren. In der 1. Runde trafen sie erneut auf Hwaseong FC. Das Spiel ging diesmal mit 1:2 verloren, sodass der Verein erneut früh ausschied. Auch im Pokal schied der Verein erneut früh aus. In der Ersten Pokalrunde unterlag man der Dankook-Universität mit 1:2.
2016 wurde eine besondere Spielzeit für die Liga. In der Spielzeit wurde die Qualifikation zur neuen K3 League Advance und K3 League Basic bestimmt. Der Verein erreichte unter den 20 Mannschaften, die daran teilnahmen Platz 7 und Qualifizierte sich somit für die neue K3 League Advance, erreichte aber nicht das Meisterschaftsfinale. Im Pokal konnte der Verein diesmal bis in die zweite Runde vordringen. Sie traten zuerst gegen Goyang Citizen FC an und konnten das Duell mit 2:1 für sich gewinnen. Anschließend verlor der Verein gegen Daejeon Korail FC mit 0:3. In der Premierenspielzeit der Advance erreichte der Verein einen enttäuschenden 11. Platz und stieg in die K3 League Basic ab. Aufgrund des Abstieges wurde Oh Won-jae von seinen Aufgaben als Trainer entbunden. Für ihn kam als Nachfolger Jeong Seong-hun. Im Pokal schied man gegen Cheongju City FC mit 2:3 nach Elfmeterschießen aus.

### Gegenwart
Zur Spielzeit 2018 gab der Verein den Wiederaufstieg an. Der Verein beendete die Spielzeit auf Platz 2 und stieg somit wieder direkt in die K3 League Advance auf. Im Pokal kam der Verein erneut nicht weit. In ihrer ersten Runde trafen sie auf Buyeo FC, welche man mit 3:0 schlagen konnte. In der darauffolgende Runde traf man Gyeongju Citizen FC. Gegen Gyeongju verlor man mit 0:1 und schied somit wieder früh aus. Nach Ende der Spielzeit übernahm Oh Won-jae den Trainerposten wieder. Wieder in der K3 League Advance zurück, verlief die Saison sehr zufriedenstellend. Nach Ende der Regulären Spielzeit verpasste der Verein nur sehr knapp die Meisterschaftsspiele und beendete die Saison auf einen sehr guten Tabellenplatz 6. Auch die Pokalsaison verlief sehr erfolgreich. In ihrer ersten Hauptrunde empfangen sie die Gwangju-Universität, die sie mit 3:1 erfolgreich schlagen konnten. In der 3. Hauptrunde empfangen sie mit der Ajou-Universität erneut eine Universitätsmannschaft. Auch dieses Spiel ging deutlich mit 4:0 für die Mannschaft um Oh Won-jae aus. In der 4. Hauptrunde empfangen sie anschließend die Dangook-Universität. Das Spiel endete mit einem 2:0-Sieg. Im Achtelfinale traten sie Auswärts beim Erstligisten Gangwon FC an. Das Spiel ging mit 0:2 verloren. Nach Ende der Spielzeit beantragte der Verein die Lizenz für die beiden Neugegründeten Halbprofiligen K3 League & K4 League. Anfang des Neujahres, gab die KFA bekannt, dass der Verein die Lizenz erfolgreich bekommen hat und zur Premierenspielzeit 2020 in der neugegründeten Vierten Liga starten wird.
Zur neuen Spielzeit wurde als Saisonziel der Aufstieg in die Dritte Liga ausgegeben. Nach Ende der Regulären Spielzeit konnte sich der Verein erfolgreich gegen seine Mitverfolger Ulsan Citizen FC, Jinju Citizen FC und dem FC Pocheon durchsetzten und die Ligameisterschaft feiern. Das Saisonziel wurde somit auf Anhieb von Oh Won-jae erreicht. Im Pokal hingegen, schied der Verein frühzeitig aus. In der 1. Hauptrunde empfangen sie zuhause den Drittligisten Yangju Citizen FC. Bis zum regulären Spielende stand es 0:0, ehe sich der Verein in der Verlängerung deutlich mit 3:0 durchsetzen konnte. Anschließend empfang der Verein zuhause mit Gimpo Citizen FC erneut einen Drittligisten. Das Spiel ging allerdings mit 2:4 deutlich verloren. Nach Ende der Spielzeit beendete Oh Won-jae seine Arbeit als Trainer und verließ den Verein. Als sein Nachfolger wurde Lee Eun-no vorgestellt. Als Aufsteiger stand das Saisonziel des Klassenerhaltes fest. Die gesamte Spielzeit über, konnte Lee Eun-no ein Abrutschen in den Tabellenkeller verhindern, sodass am Ende der Spielzeit der Verein erfolgreich die Klasse als 10. Platzierter halten konnte. Auch in der diesjährigen Pokalspielzeit schied der Verein wieder in der 2. Hauptrunde aus. In der 1. Hauptrunde traten sie beim Viertligisten Seoul Nowon United FC an, gegen die sie sich mit 1:0 durchsetzen konnten. In der anschließenden 2. Hauptrunde empfangen sie den Zweitligisten Daejeon Hana Citizen FC. Das Spiel ging nach 90 Minuten mit einem Spielstand von 1:1 in die Verlängerung, in der die Mannschaft von Lee Eun-no mit 1:4 allerdings unterging.

## Historie-Übersicht
| Saison | Liga              | Kl. | Vereine | Spiele | Pl. | S  | U  | N  | Tore  | Pkt. | KFA Cup       | Play-Off           | Trainer         |
| 2012   | K3 League         | 3   | 9       | 25     | 1.  | 15 | 5  | 5  | 61:34 | 50   | –             | Viertelfinale      | Jo Deok-jeung   |
| 2013   | K3 League         | 4   | 9       | 16     | 2.  | 10 | 4  | 2  | 38:14 | 34   | 2. Hauptrunde | Finale             | Oh Won-jae      |
| 2014   | K3 League         | 4   | 9       | 25     | 2.  | 13 | 8  | 4  | 45:23 | 47   | 1. Hauptrunde | Viertelfinale      | Oh Won-jae      |
| 2015   | K3 League         | 4   | 9       | 25     | 3.  | 15 | 4  | 6  | 56:22 | 48.5 | 2. Hauptrunde | 1. Runde           | Oh Won-jae      |
| 2016   | K3 League         | 4   | 20      | 19     | 7.  | 10 | 4  | 5  | 47:24 | 34   | 3. Hauptrunde | Nicht Qualifiziert | Oh Won-jae      |
| 2017   | K3 League Advance | 4   | 12      | 22     | 11. | 6  | 6  | 10 | 22:31 | 24   | 3. Hauptrunde | Nicht Qualifiziert | Oh Won-jae      |
| 2018   | K3 League Basic   | 5   | 11      | 20     | 2.  | 13 | 2  | 5  | 58:15 | 41   | 3. Hauptrunde | Nicht Qualifiziert | Jeong Seong-hun |
| 2019   | K3 League Advance | 4   | 12      | 22     | 6.  | 11 | 2  | 9  | 30:26 | 35   | Achtelfinale  | Nicht Qualifiziert | Oh Won-jae      |
| 2020   | K4 League         | 4   | 13      | 24     | 1.  | 16 | 5  | 3  | 42:27 | 53   | 2. Hauptrunde | –                  | Oh Won-jae      |
| 2021   | K3 League         | 3   | 15      | 28     | 10. | 8  | 11 | 9  | 32:36 | 35   | 2. Hauptrunde | Nicht Qualifiziert | Lee Eun-no      |
| 2022   | K3 League         | 3   | 16      | 30     |     |    |    |    | -:-   |      | 2. Hauptrunde |                    | Lee Eun-no      |

## Stadion
| Stadion | Name         | Eigentümer           | Eröffnung | Nutzungszeitraum | Nutzungszeitraum |
| Stadion | Name         | Eigentümer           | Eröffnung | Von              | Bis              |
| ------- | ------------ | -------------------- | --------- | ---------------- | ---------------- |
|         | Paju-Stadion | Stadtverwaltung Paju | 2004      | 2012             | Bis jetzt        |

## Fanszene
Die Fanszene besteht aus einer aktiven Fangruppierung, der Souli Hall, die sich im Laufe der Jahre formiert hatte. Aktive Freundschaften oder Rivalitäten werden nicht gepflegt.